# Race film
 (septembre 2016).
Si vous disposez d'ouvrages ou d'articles de référence ou si vous connaissez des sites web de qualité traitant du thème abordé ici, merci de compléter l'article en donnant les références utiles à sa vérifiabilité et en les liant à la section « Notes et références ».

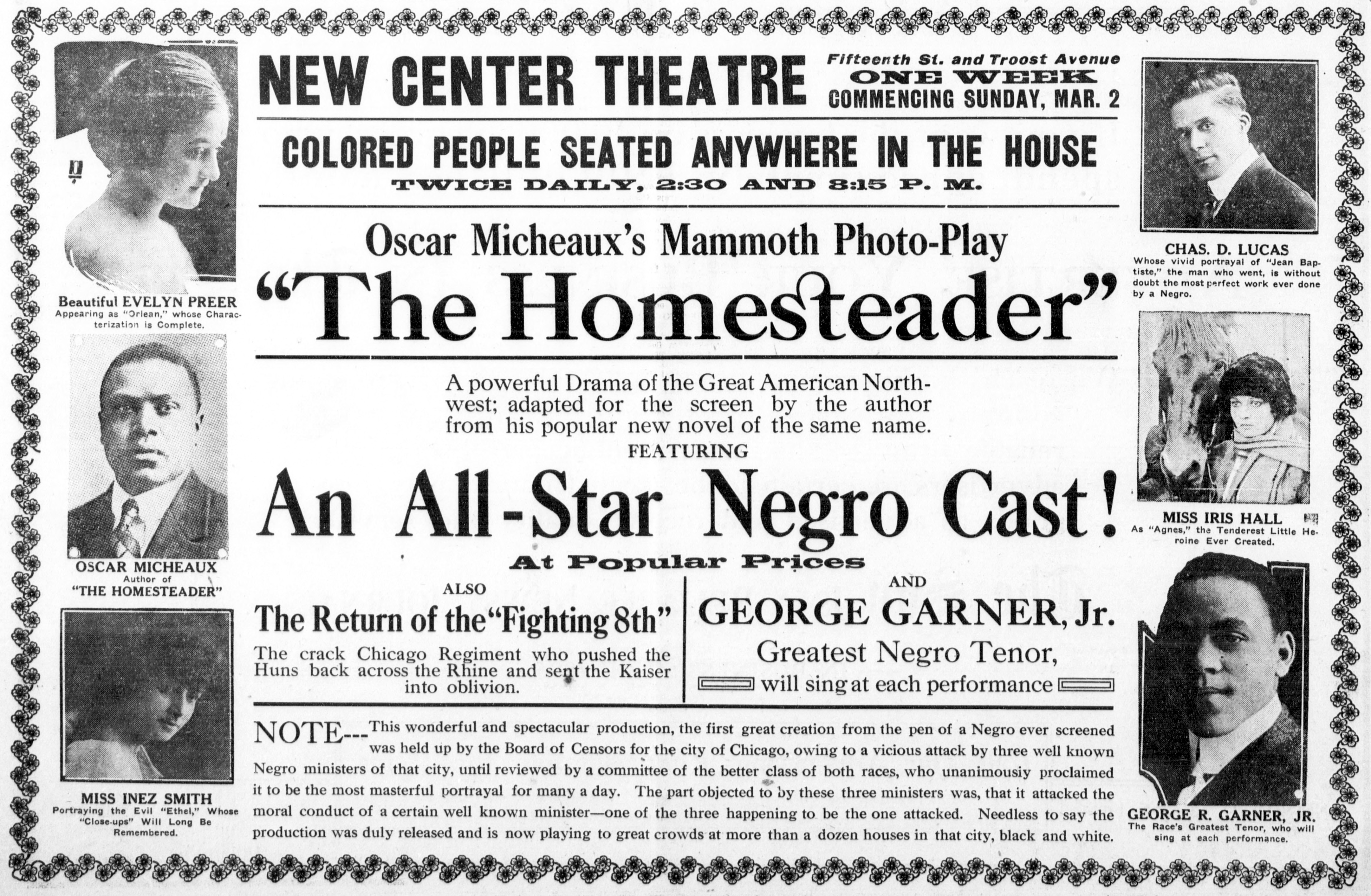
Publicité pour The Homesteader (1919) mettant l'accent sur sa distribution noire.

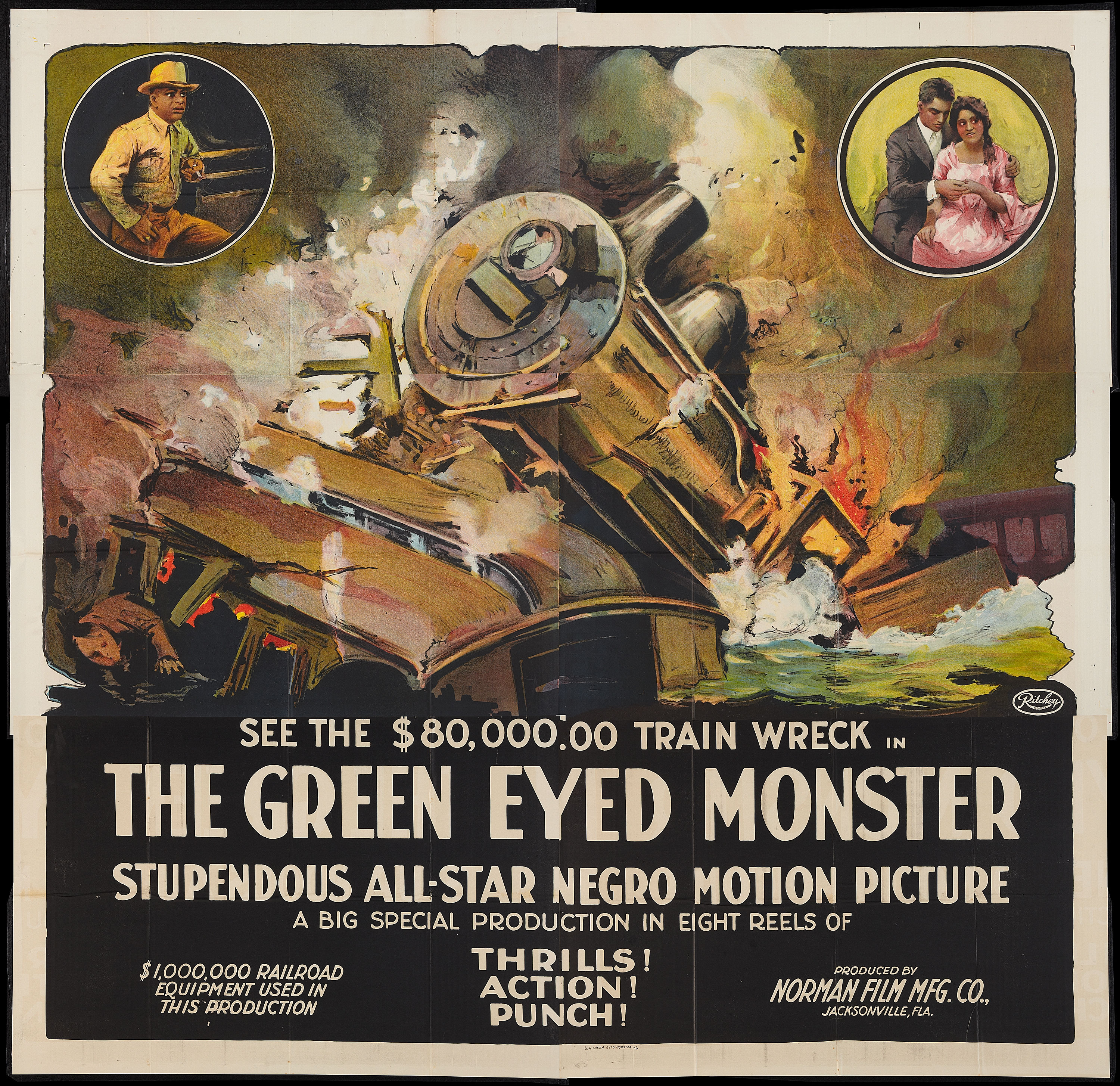
The Green Eyed Monster, une aventure romantique entièrement noire de la Norman Film Manufacturing Company avec un accident ferroviaire élaboré et coûteux.

L'expression anglaise race film (ou race movies, littéralement : film ethnique) désigne un genre de films produits aux États-Unis pendant une période s'étalant environ de 1915 à 1950 et qui consistait en des films produits pour un public noir, avec des acteurs noirs.
En tout, environ cinq cents films de cette catégorie ont été tournés dont moins d'une centaine existent encore. Comme ces films ont été produits en dehors du circuit des grands studios hollywoodiens, ils ont été largement oubliés par les historiens du cinéma grand public. En leur temps, ces films étaient très populaires parmi les amateurs de théâtre afro-américains. Leur influence continue à perdurer dans le cinéma commercial (ainsi qu'à la télévision) destiné aux Afro-Américains.
Le terme « race film » est parfois utilisé pour décrire les films de l'époque destinés à d'autres publics minoritaires. Par exemple, le film de 1926 Silk Bouquet (également connu sous le nom de The Dragon Horse) met en vedette l'actrice américano-asiatique Anna May Wong et a été commercialisé auprès du public sino-américain.

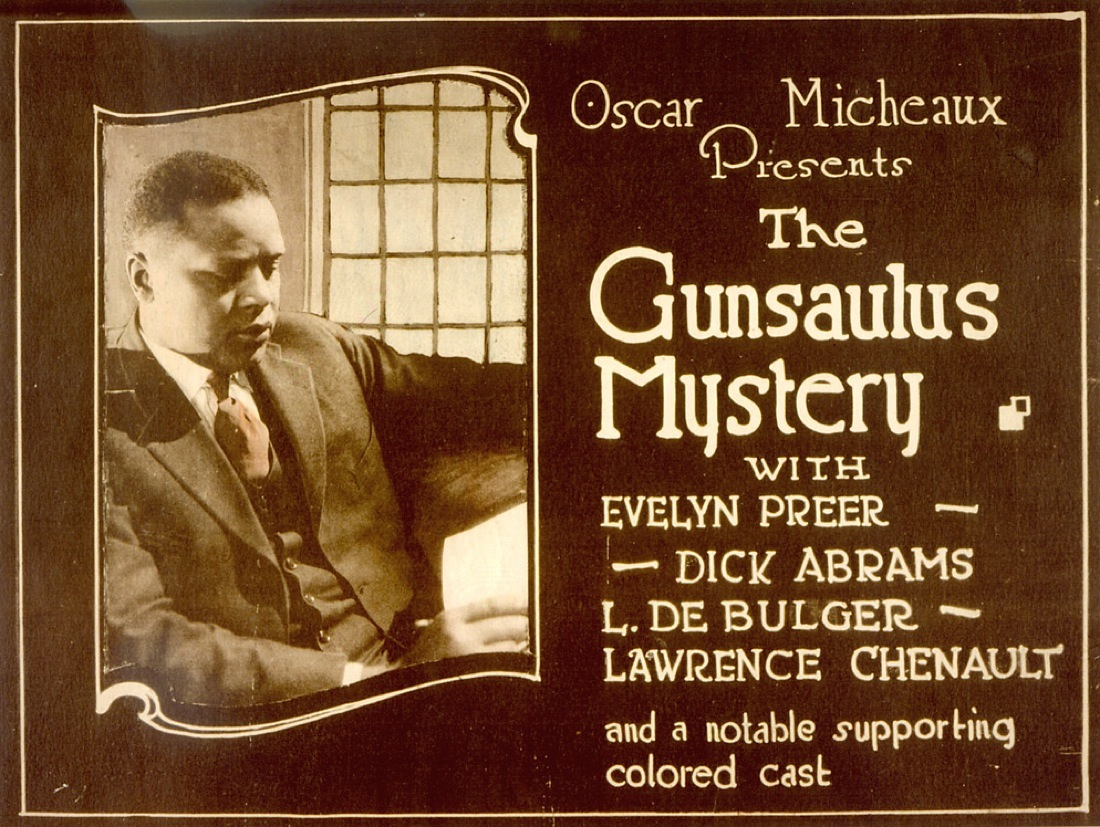
Carton de présentation pour The Gunsaulus Mystery (1921).

## Films notables
- 1916 : The Colored American Winning His Suit (en) (premier race film d'après The New York Age)
- 1917 : The Trooper of Troop K (premier film dont des fragments ont été retrouvés)
- 1919 : The Homesteader, le premier film réalisé par Oscar Micheaux
- 1919 : The Green Eyed Monster (en) (perdu)
- 1920 : Within Our Gates d'Oscar Micheaux, inspiré de l'essai de Leo Frank (premier race film conservé)
- 1920 : The Symbol of the Unconquered
- 1921 : The Gunsaulus Mystery
- 1925 : Body and Soul d'Oscar Micheaux, film qui voit les débuts de Paul Robeson
- 1927 : The Scar of Shame de Frank Peregini
- 1931 : The Exile d'Oscar Micheaux
- 1932 : The Girl from Chicago d'Oscar Micheaux
- 1933 : The Emperor Jones
- 1936 : Les Verts Pâturages
- 1937 : Harlem on the Prairie, avec Herb Jeffries dans le premier western singing cowboy (en) du genre race movie
- 1939 : Harlem Rides the Range (en)
- 1939 : Lying Lips d'Oscar Micheaux
- 1941 : The Blood of Jesus de Spencer Williams, le premier race film repris au National Film Registry américain, en 1991
- 1942 : Brother Martin: Servant of Jesus (perdu)
- 1943 : Un petit coin aux cieux (Cabin in the Sky), premier film de Vincente Minnelli)
- 1943 : Symphonie magique (Stormy Weather) d'Andrew L. Stone
- 1944 : Go Down, Death! (en)
- 1946 : Dirty Gertie from Harlem U.S.A.
- 1947 : Boy! What a Girl! (en)
- 1947 : Hi-De-Ho (en)
- 1947 : Sepia Cinderella (en)
- 1948 : The Betrayal (perdu)
- 1953 :  La Route radieuse (Bright Road) de Gerald Mayer (première apparition dans un long métrage d'Harry Belafonte)
- 1954 : Carmen Jones
- 1956 : Carib Gold (en) (sans doute le dernier race film)